# Leptoperla bifida
Leptoperla bifida är en bäcksländeart som beskrevs av Mclellan 1971. Leptoperla bifida ingår i släktet Leptoperla och familjen Gripopterygidae. Inga underarter finns listade i Catalogue of Life.